# Boarmia diadela
Boarmia diadela là một loài bướm đêm trong họ Geometridae.